# Gabrielle Brennan
Gabrielle Elizabeth Brennan (* 23. Oktober 1996 in Livingston, New Jersey) ist eine US-amerikanische Schauspielerin und Model.

## Leben und Karriere
Die im Jahr 1996 in Livingston im US-Bundesstaat New Jersey geborene Brennan, wuchs in ihrer Heimatstadt Westfield und begann bereits im Alter von etwa sechs Monaten eine Karriere als Fotomodel. Ab einem Alter von rund vier Jahren kam sie auch laufend in Werbespots zum Einsatz und wurde zu dieser Zeit von der Modelagentur Ford Models mit Sitz in Manhattan aufgenommen. In der ehemals dominierenden Modelagentur der Vereinigten Staaten war sie bis zu einem Alter von neun Jahren tätig, ehe sie zu ihrer ersten Filmrolle kam und dadurch ihre Modelkarriere in den Hintergrund rückte. Ihren ersten Auftritt in einer Fernsehserie hatte die sportbegeisterte Brennan, die unter anderem Softball und in einem reinen Jungenteam Baseball spielt, sowie durch ihren älteren Bruder zur Leichtathletik gebracht wurde und außerdem noch Ski fährt, im Jahr 2002 in einer Episode der australischen Fernsehserie Stingers. Einen weiteren Einsatz, zu der Zeit als sie noch im Modelbereich tätig war, hatte sie im Jahr 2004 im Film As Cool as Jennifer, wo sie in die Rolle der jungen Cali schlüpfte. Ihren eigentlichen Durchbruch feierte sie schließlich erst ab 2006, als sie in einer wesentlichen Nebenrolle im Film Walker Payne eingesetzt wurde. Außerdem hatte sie im Jahr 2006 zwei verschiedene Rollen in der Fernsehserie Law & Order: Special Victims Unit, wobei einer dieser Auftritte nur eine Sprechrolle war.
2007 kam sie zu ihren nächsten wichtigen Nebenrolle, die sie im Film Das Leben vor meinen Augen mit der Rolle der jungen Emma belegte. Im gleichen Jahr wurde sie im Film Noise – Lärm! in einer nicht minder essentiellen bzw. erfolgreichen Rolle als Chris Owen, dem Kind von Helen Owen (gespielt von Bridget Moynahan) und David Owen (Tim Robbins) eingesetzt. Auch im Folgejahr 2008 arbeitete Brennan im Film Lange Beine, kurze Lügen und ein Fünkchen Wahrheit …, wo unter anderem Schauspielgrößen wie Bruce Willis oder Mischa Barton vertreten waren, in einer nicht unwesentlichen Nebenrolle. 2009 folgte schließlich ein Auftritt in As Cool as Jennifer: Volume 2, dem zweiten Teil dieser Reihe nach 2004, wo sie erneut die Rolle der jungen Cali übernahm, die in der älteren Version von Katherine Dillingham gespielt wird. Einen weiteren Auftritt in einer Hauptrolle verzeichnete sie im australischen Kurzfilm Key Change, einer rund fünfminütigen Produktion, die im Juni 2009 in Australien ihre Premiere hatte. Danach konnte Brennan bis 2014 keinen weiteren nennenswerten Einsatz mehr im Film- und Fernsehgeschäft verzeichnen. Nach ihrem Abgang von der Middle School ist die musikalische Gabrielle Brennan, die neben Flöte auch noch Klavier spielt, nun an der High School. Weitere schauspielerische Erfahrung sammelte sie in einem Staged Reading zum Film Everybody’s Fine von Regisseur Kirk Jones, wobei sie im Anschluss darauf von Schauspielkollegen wie Robert De Niro, Kate Winslet, Parker Posey, Matt Dillon oder Josh Lucas gelobt wurde.
Im Jahr 2014 trat sie nach über fünf Jahren erstmals wieder in einer relevanten Film- bzw. Fernsehproduktion in Erscheinung; in der ersten Episode der zweiten Staffel der australischen Serie The Time of Our Lives trat sie in einer kleinen unwesentlichen Nebenrolle in Erscheinung.

## Filmografie
Filmauftritte (auch Kurzauftritte)
- 2004: As Cool as Jennifer
- 2006: Walker Payne
- 2007: Das Leben vor meinen Augen (The Life Before Her Eyes)
- 2007: Noise – Lärm! (Noise)
- 2008: Lange Beine, kurze Lügen und ein Fünkchen Wahrheit … (Assassination of a High School President)
- 2009: As Cool as Jennifer: Volume 2
- 2009: Key Change

Serienauftritte (auch Gast- und Kurzauftritte)
- 2002: Stingers (1 Episode)
- 2006: Law & Order: Special Victims Unit (2 Episoden)
- 2014: The Time of Our Lives (1 Episode)